# Songs: Ohia/Oneida
Songs: Ohia/Oneida är en split-7" av Songs: Ohia och Oneida, utgiven 1999.

## Låtlista
1. "Fat Bobby’s Black Thumb" (Oneida)
2. "Journey On" (Songs: Ohia)